# 元昭 (殿中尚书)
元昭（463年—522年4月3日），字幼明，小字阿倪，河南郡洛阳县（今河南省洛阳市东）人，追尊魏昭成帝拓跋什翼犍的后裔，使持节、征西大将军、定州刺史、常山简王拓跋陪斤第三子，北魏宗室、官员。

## 生平
魏孝文帝元宏即位后，元昭被举荐为司州秀才，太和年间由尚书张彝引荐兼任主文中散、殿中郎中。魏孝文帝将要为齐郡王元简举办丧事时，元昭将乐器挂在墙上，魏孝文帝大怒，诏令说：“阿倪愚笨，是谁引荐他做郎官！”于是贬黜张彝穿平民白衣代理尚书，将元昭免职。魏宣武帝元恪时期，元昭堂弟元晖受宠当权，元昭逐渐升迁到员外散骑常侍、尚书右丞、兼任宗正少卿，又转任尚书左丞，加号平远将军。永平三年（510年），元昭为母亲宇文太妃守丧，魏宣武帝任命元昭为北箱大使，元昭哭着请求辞官，魏宣武帝没有答应，诏令元昭以本官持节、兼任散骑常侍、北箱行台，巡视州镇，回朝后被出任给事黄门侍郎、司徒左长史、散骑常侍、御史中尉、平南将军、侍中、抚军将军，兼任崇训太仆。延昌四年春正月丁巳（515年2月12日）夜间，魏宣武帝去世，元昭兼任侍中，和领军将军于忠扶着太子元诩在显阳殿西面哭了十余声，元诩然后即位。元昭因为拥立皇帝有功，被封为乐城县公，食邑一千五百户，又出任度支尚书、抚军将军、河南尹，他耳聋而残忍暴戾，处理政务一意峻刻急躁，各地都憎恶他。此时于忠当权，元昭又曲意事奉于忠。于忠专权耍威风，诬陷忠良，大多是元昭所指使的。灵太后临朝听政后，收夺了元昭的乐城县公封爵。当时灵太后的父亲司徒公胡国珍出任雍州刺史，胡国珍上言说：“臣已经年老，请求给贤能的人让路。”胡国珍于是举荐元昭为散骑常侍、抚军将军、雍州刺史，元昭在雍州贪婪暴虐，成为百姓的大患。元昭后被征召回朝担任镇西将军、七兵尚书，谄媚侍奉刘腾，又担任散骑常侍、征南将军、殿中尚书。正光三年岁次析木之津二月癸亥朔廿二日甲申（522年4月3日）酉时，元昭在私人住宅中去世，虚岁六十，朝廷追赠使持节、散骑常侍、车骑大将军、仪同三司、尚书左仆射、冀州刺史，正光五年岁在甲辰三月辛亥朔十一日辛酉（524年4月29日）葬于洛阳西陵缠涧之东。元昭因为向元乂行贿，所以朝廷赠送的礼物很优厚。

## 其他
故宫研究院古文献研究所所长王素根据刘阿倪提的墓志指出，元昭小字阿倪，应该是阿倪提的省称，就如同独孤侯尼须改姓后省称刘尼一样。

## 家庭

### 曾祖父母
- 拓跋兜，北魏使持节、抚军征南大将军、右丞相、常山王[7][8]
- 刘太妃，刘眷之女，魏明元帝拓跋嗣姨母[7][8]

### 祖父母
- 拓跋连，北魏使持节、侍中、征西大将、都督河西诸军事、内都坐大官、羽真、统万突镇都大将、常山康王[7][8]
- 赫连太妃，夏武烈帝赫连勃勃之女，赫连昌之妹[7][8]

### 父母
- 拓跋陪斤，北魏使持节、征西大将军、定州刺史、常山简王[7]
- 宇文太妃[7]

### 兄弟
- 元老德，北魏内三郎、北秀容郡太守[9]
- 元绍，北魏凉州刺史

### 儿子
- 元玄，西魏开府仪同三司、七兵尚书、陈郡平王
- 元刚，西魏渔阳王